# Вовченко, Семён Витальевич
Семён Вита́льевич Во́вченко (укр. Семен Віталійович Вовченко; род. 13 июня 1999, Запорожье) — украинский футболист, защитник клуба «Верес».

## Биография
Воспитанник запорожского «Металлурга», в футболке которого с 2011 по 2016 год выступал за детско-юношеские команды. Летом 2016 года перешёл в луганскую «Зарю». В футболке луганцев выступал за юношескую и молодёжную команду «мужиков», но за первую команду так и не сыграл.
Летом 2020 года усилил тернопольскую «Ниву». В футболке тернопольского клуба дебютировал 28 августа 2020 в победном (2:1) выездного поединка кубка Украины против галицких «Карпат». Семён вышел на поле в стартовом составе и отыграл весь матч. В футболке «Нивы» дебютировал 5 сентября 2020 в ничейном (1:1) выездном поединке 1-го тура Первой лиги Украины против харьковского «Металлиста 1925». Вовченко вышел на поле в стартовом составе и отыграл весь матч, а на 90+3-й минуте получил жёлтую карточку. В футболке тернопольского клуба дебютным голом отличился 11 сентября 2020 на 86-й минуте ничейного (1:1) домашнего поединка 2-го тура Первой лиги против «Альянса». Семён вышел на поле в стартовом составе, на 46-й минуте получил первую, а на 87-й минуте и вторую жёлтую карточку и досрочно завершил матч.